# Billia
Billia es un género con tres especies de plantas de flores perteneciente a la familia Sapindaceae. 

## Especies seleccionadas
- Billia columbiana
- Billia hippocastanum
- Billia rosea